# 왕조국가 (일본사)
왕조국가(일본어: 王朝国家 오쵸콧카[*])란, 일본사에서 국가체제가 율령국가로부터 중세국가로 이행하는 과도기를 나타내는 역사개념이다. 10세기 초에 성립되어 11세기 중엽 내지 12세기 말엽까지 지속되었다고 여겨진다.
율령국가는 중앙집권적 정치기구에 입각한 개별인신지배를 인민지배(= 조세수취)의 원칙으로 삼고 있었다. 이것을 실제적으로 뒷받침한 것이 현지에서 인민을 지배하며 조세를 수취하는 지방행정이었다. 그런데 9세기 후기에 이르러 율령제적인 국가의 인신지배에 한계가 생기기 시작했기 때문에, 10세기부터 지방정치를 대폭적으로 통치위임하고 조세원칙도 개별인신지배에서 토지과세로 전환되는 등의 변화가 진행되었다. 이렇게 해서 구축된 새로운 체제가 왕조국가체제라고 한다.
11세기 중엽부터 12세기 말엽 사이에 토지제도적으로는 장원공령제가 성립되고 정치적으로는 원정과 무가정치가 등장하면서 중세국가체제가 구축됨에 따라 왕조국가체제는 종막하였다. 다만 왕조국가가 언제 종막한 것인지 그 시기는 제설이 있다.
왕조국가라는 말은, 전전(일본제국)시대에 가마쿠라시대 이후를 “무가시대”라고 칭한 것에 대하여, 그 이전인 나라시대・헤이안시대를 “왕조시대”라고 칭했던 것이 어원이다. 전후시대에 일본사 연구가 진전되면서 율령지배가 원칙이었던 나라시대 및 헤이안 전기와, 율령제가 문란해진 헤이안 중후기를 별개의 시대로 보는 생각이 주류화되었고, 이에 따라 전자를 “율령시대”라고 부르게 되었다. 이로써 율령시대의 국가체제는 율령국가, 왕조시대의 국가체제는 왕조국가라고 이름붙여 오늘날에 이른다.

## 연구사
왕조국가란 고대 율령국가가 중세국가로 이행하는 과정을 이해하기 위해 고안된 개념이므로, 이 문제를 둘러싼 연구자의 입장에 따라 다양하게 위치지어져 왔다.
왕조국가 개념을 처음으로 제시한 것은 타카오 카즈히코다. 타카오는 1956년 『일본역사강좌』에서 왕조국가는 농민으로부터 생산물 지대를 수취하는 귀족들의 연합정권이며, 지대를 수취한다는 점에서 봉건적 요소를 갖기 시작했다고 하였다. 이후 토다 요시미 등에 의하여 왕조국가는 농노들을 억압하는 초기 봉건국가로서 위치지어졌다.
왕조국가론에 큰 진전을 가져온 것은 사카모토 쇼조다. 사카모토는 1972년 『일본왕조국가체제』에서 왕조국가 이론을 토지제도사적 측면에서 확립했다. 사카모토에 의해 묘(名)체제의 성립과 왕조국가 성립이 유기적으로 이해되기 시작하였다. 사카모토 이후의 10-11세기 일본사 연구는 사카모토 이론의 심화 또는 비판의 형태로 수행되어 왔다. 이에 따라 왕조국가 시대의 중앙정치기구・군제・장원정책・후묘(負名)체제 등에 관한 연구가 현저히 진전되었다.
그러나 10세기 중엽 이후를 후기율령국가 내지 율령제 재편기로 보는 견해, 섭관정치 시대를 중세 초기로 보는 견해 등이 제창됨에 따라 이 시기의 이해에 관해서는 아직 정설이 없다.